# Orpington (Automarke)
Orpington war eine britische Automobilmarke, die 1920–1924 von der Smith & Milroy Ltd. in Orpington (Kent) gefertigt wurde. Smith & Milroy waren auch die britische Vertretung der US-amerikanischen Automarke Overland.
Es wurde nur ein einziges Modell gebaut, der Orpington 10/12 hp, auch Orpington 10.5 hp genannt. Der leichte, zweisitzige Wagen besaß einen seitengesteuerten Vierzylinder-Reihenmotor mit 1,5 l Hubraum von Coventry-Simplex. Er hatte einen Radstand von 2438 mm. Weitere Komponenten kamen von Ford Modell T.
1924 verschwand die Marke wieder vom Markt.

## Modelle
| Modell             | Bauzeitraum | Zylinder | Hubraum  | Radstand |
| ------------------ | ----------- | -------- | -------- | -------- |
| 10/12 hp / 10,5 hp | 1920–1924   | 4 Reihe  | 1505 cm³ | 2438 mm  |

## Quelle
- David Culshaw, Peter Horrobin: The Complete Catalogue of British Cars. 1895–1975. New edition, reprint. Veloce Publishing plc., Dorchester 1999, ISBN 1-874105-93-6.